# Língua achang
A língua Achang (autônimo: ŋa˨˩tʂhaŋ˨˩; ) é uma língua Tibeto-Birmanesa falada polo povo Achang (ou Maingtha) da China. 

## Distribuição
O Achang é falado nos seguintes locais (阿昌语简志).
- Condado Longchuan]
  - Husa 户撒
- Condado Lianghe
  - Zhedao 遮岛
  - Xiangsong 襄宋
  - Dachang 大厂
- Luxi City
  - Jiangdong 江东
- Condado Longling

## Escrita
A língua Achang usa uma versão da alfabeto latino sem as letras Q (que, porém, marca o tom médio), e F. Usam-se as formas consoantes adicionais Ch, Dy, Kh, Lh, Mh, Nh, Ng, Ny, Ngh, Ny, Nyh; p S marsa também o tom alto ; usa as formas vogais adicionaisAi, Au, Ei, Iu, Uo;

## Xiandao
O dialeto Xiandao 仙岛 dialect (100 falantes; autônimo kʰan˧˩tau˧˩) é falado nos seguintes locais do condado de Yingjiang, Prefeitura de Dehong, Yunnan, China (Xiandaoyu Yanjiu).
- Xiandaozhai 仙岛寨, Vila Mangmian 芒面村, Cidade Jiemao 姐冒乡[1]
- Meng'ezhai 勐俄寨, Vila Mangxian 芒线村, Cidade Jiemao   姐冒乡[2]

## Amostra de texto
Pai Nosso
Maukhung mha nyeis, ngamoq dah Uwus eh, Nah nyings gyingshang nyeis bas jungh. Nah munghdan jweh los bas jungh; Maukhung mha nah ehnyet tap joq zis yah dvyhangteh, Nyeisjvng mas eq tap joq bas jungh. Ngamoq chah nyeis dah wom jeis khvnyhik ngamoq lyis dyei aq. Ngamoq lyis cu bang dah yobos lyis ngamoq khyuot dyei zis yah dvyhangteh, Ngamoq cu dah yobos lyis khyuot dyei aq. Ngamoq lyis shiwu yvmas vshwih loh; Ma gis cho mhayah ngamoq lyis khyuot kat aq: khasoeh ge lyis munghdan yomsoq yahge phunk nyoqnho ngelang gas vcaiq vto nah zis nghuot.